# Hemeroblemma scolopacea
Hemeroblemma scolopacea là một loài bướm đêm trong họ Erebidae.